# Hondstand
De hondstand (Erythronium dens-canis) is een overblijvende plant uit de leliefamilie. De soort komt voor in Zuid-Europa en Zuid-Centraal-Europa tot aan Oekraïne. De hondstand wordt in de siertuin aangeplant. In Nederland is de soort in het wild zeer zeldzaam. Het aantal chromosomen is 2n = 24
De plant wordt 10-30 cm hoog en vormt bollen. De bolschubben hebben de vorm van hondentanden. De ovale tot ovaal-lancetvormige bladeren zijn en 6-10 cm lang. Ze zijn gevlekt bruingroen, donkergroen of grijsgroen.
De hondstand bloeit in februari en april. De knikkende bloem is drietallig. De zes paarse, zelden witte bloemdekbladeren zijn ongeveer 3 cm lang en naar achteren gebogen.
De vrucht is een driehokkige doosvrucht.
De bladeren kunnen aangetast worden door de hondstandroest (Uromyces erythronii).

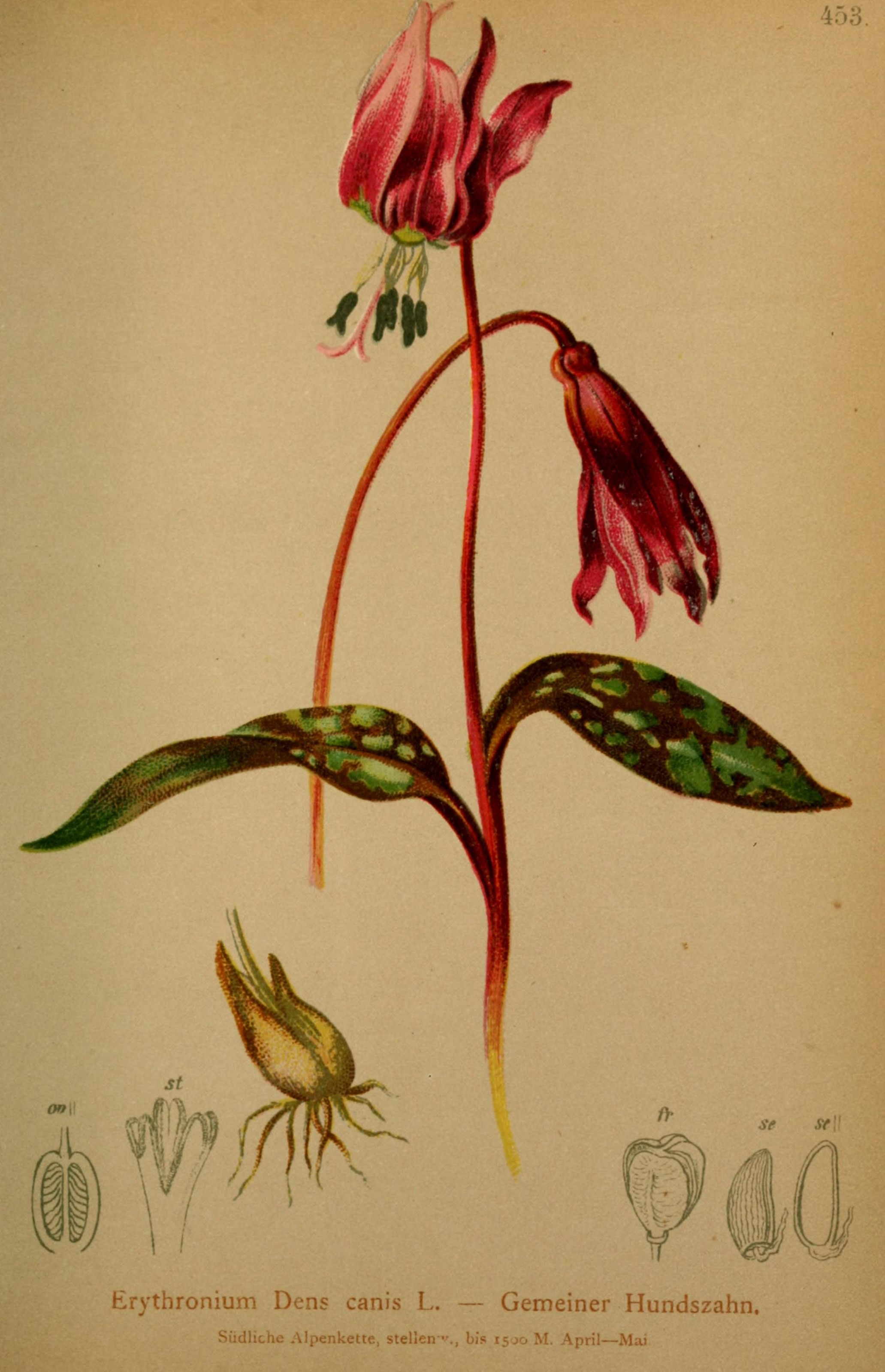
Illustratie met bol
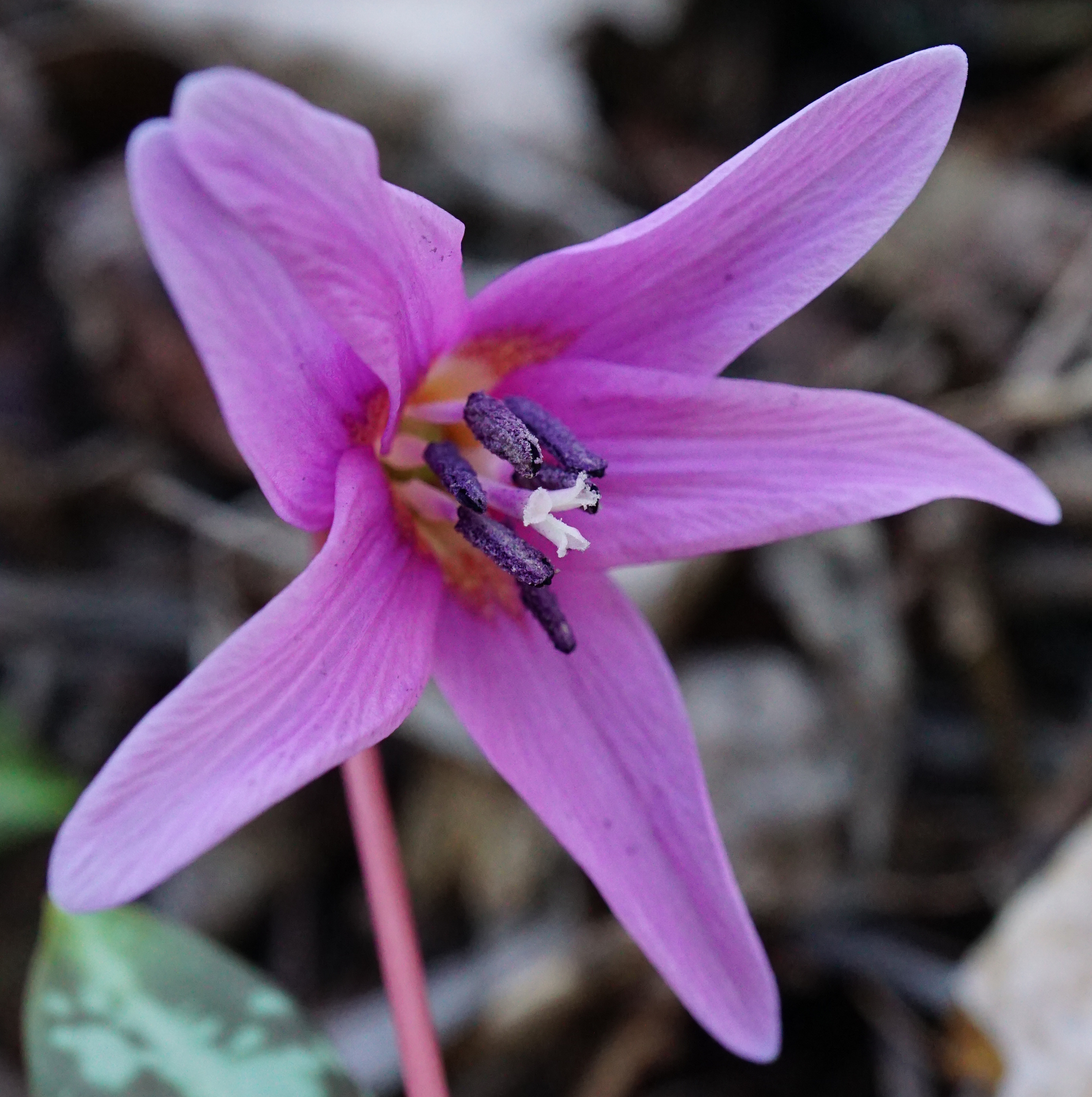
Bloem
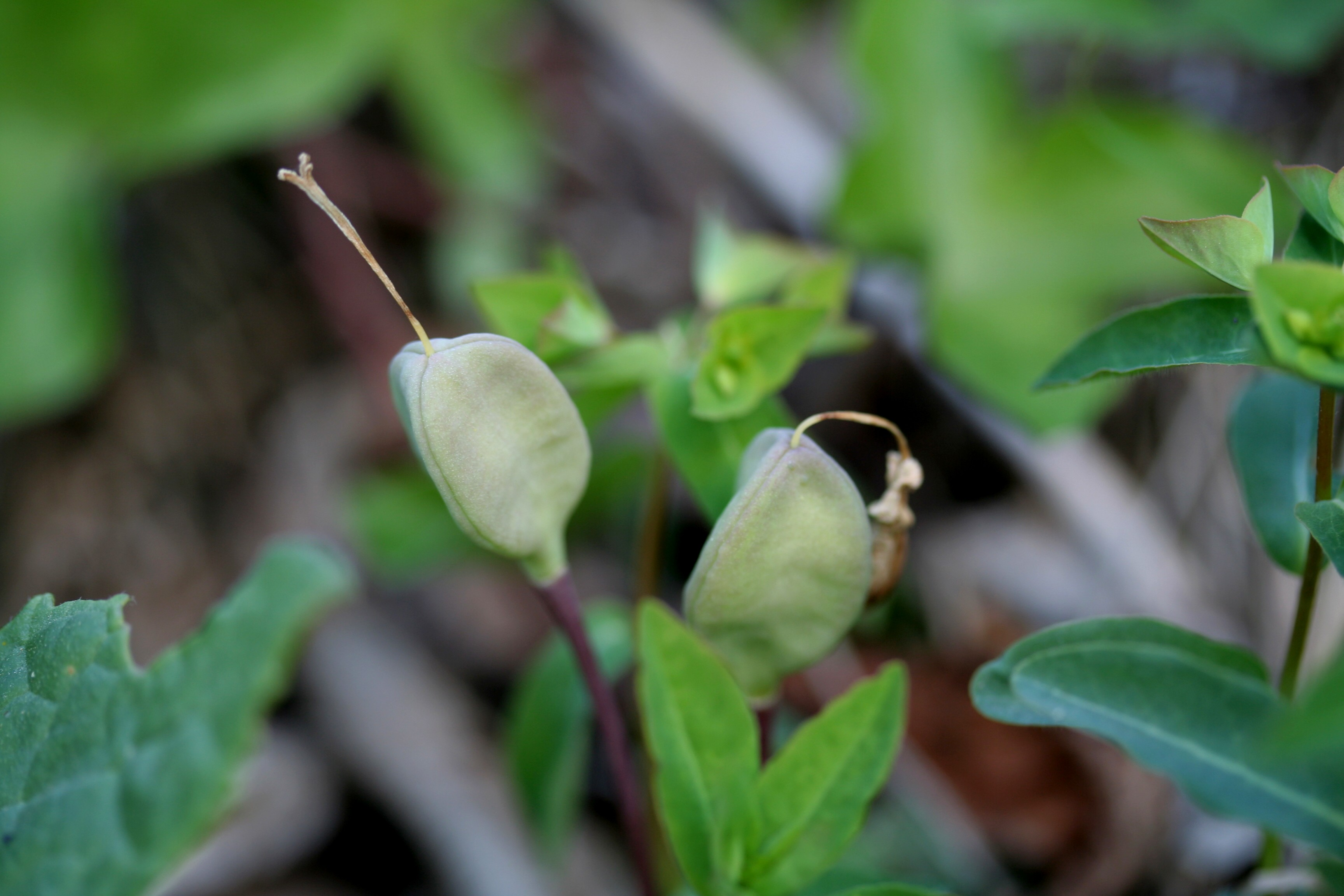
Vrucht
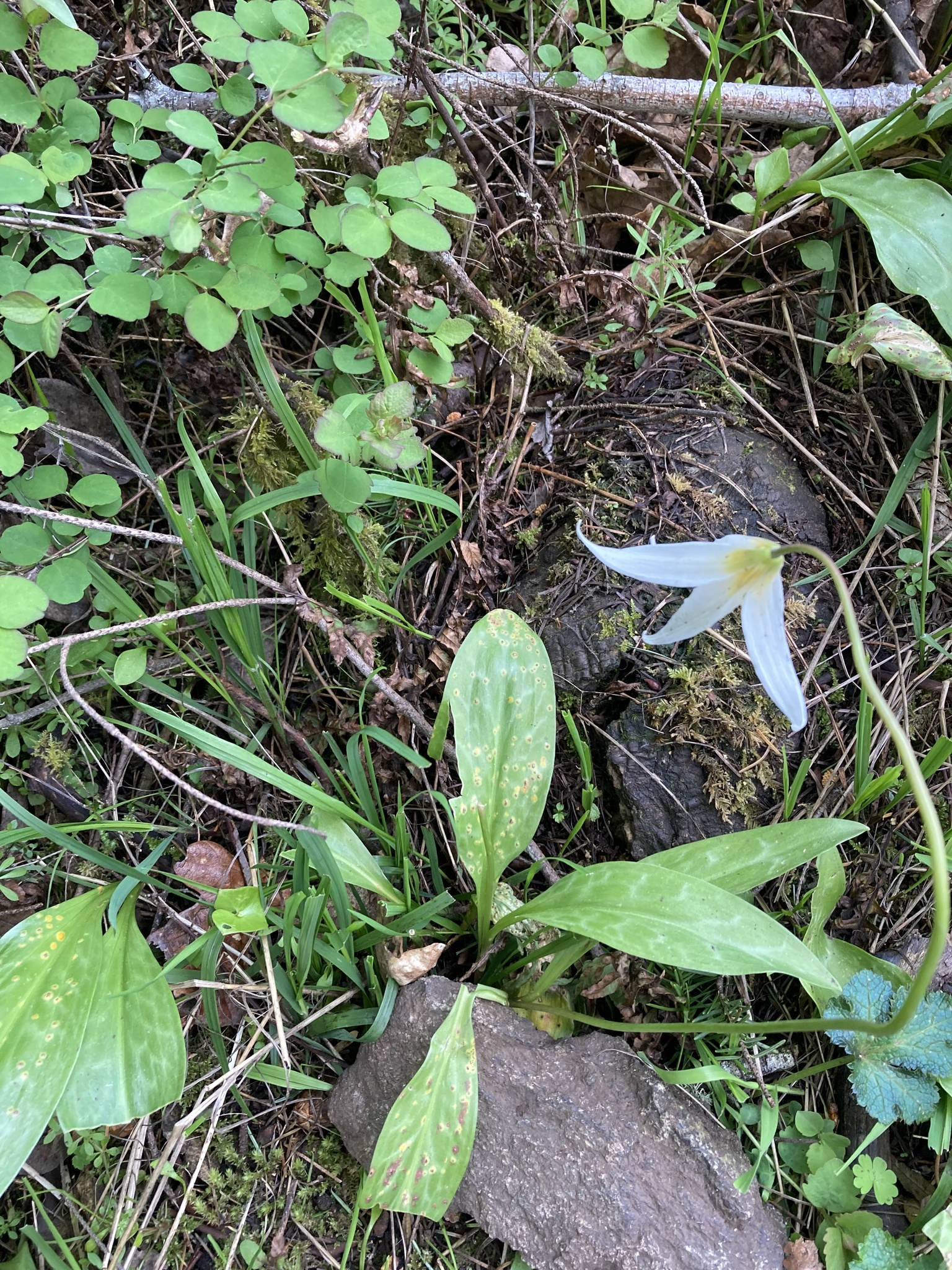
Plant met hondstandroest